# Parti Afro-Shirazi

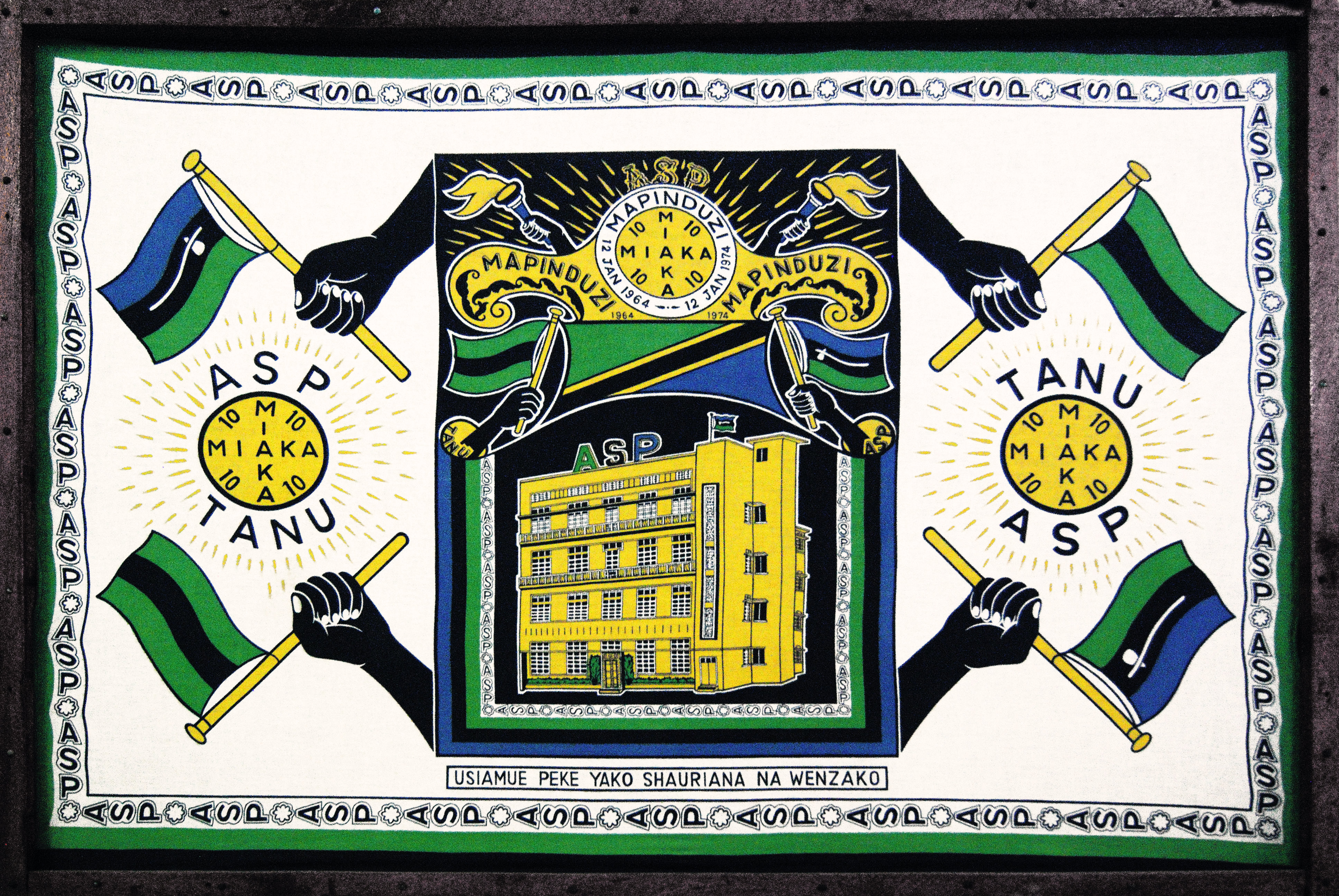
Drapeau de la partie Afro-Shirazi

Pour les articles homonymes, voir ASP.
L'Afro-Shirazi Party (ASP) était une union politique entre la plupart des membres du Shiraz Party et la plupart de ceux du African Afro Party sur l'île de Zanzibar, d'idéologie panafricaniste et marxiste-léniniste.
La formation de l'ASP a conduit, sous l'impulsion notamment de son chef Abeid Karume, à l'expulsion des Arabes du pouvoir avec la Révolution de Zanzibar en 1964. 
Le parti a rejoint l'Union nationale africaine du Tanganyika (TANU) en janvier 1977 pour former le Chama cha Mapinduzi (CCM).